# British Aerospace P.125
Le British Aerospace P.125 était un concept avion de combat multirôle supersonique de type « ADAC/V », développé au Royaume-Uni pendant les années 1980.
Le projet fut annulé pendant les années 1990, mais son existence ne fut révélée par BAE Systems qu'en 2006.

## Historique
L'avion britannique Hawker Siddeley P.1154 fut l'une des nombreuses propositions soumises par les pays européens à la nécessité opérationnelle NBMR-3, publiée par l'OTAN en 1960, demandant la conception d'un chasseur d'attaque supersonique. 1960 fut également l'année du premier vol de l'ADAC/V subsonique Hawker Siddeley P.1127. Ce dernier fut annulé en 1965, mais les études continuèrent, dans l'éventualité d'un remplacement du Harrier II (en) ou du Jaguar par un ADAC/V supersonique.
Pendant les années 1980, le ministère de la Défense britannique et le département de la Défense des États-Unis menèrent tous deux des études sur des concepts à base de soufflantes ou de turboréacteurs de sustentation (en anglais : « lift jets »). Les études américaines menèrent finalement à la conception du F-35 Lightning II. En 1988, le concept P.125, de la taille d'un Tornado, fut imaginé afin de répondre aux besoins de conception d'un avion d'interdiction de type ADAC/V. Il devait exister une version ADAC/V et une autre conventionnelle de l'avion. Les deux étaient dotés d'un turbofan à postcombustion équipé d'une tuyère orientable. La version ADAC/V aurait réalisé les phases de vol verticales à l'aide de trois moteurs de sustentation supplémentaires. Le pilote du P.125 aurait été installé sur son siège dans une position très inclinée et n'aurait pas eu une vision directe sur l'environnement extérieur à son avion.
Au cours des années 1990, le gouvernement britannique décida de se joindre au programme Joint Strike Fighter (JSF) — l'ancêtre du F-35 — plutôt que de continuer sur le programme du P.125.

### Magazine
: document utilisé comme source pour la rédaction de cet article.
- (en) Neville Beckett, « Britain's supersonic V/STOL », Aviation News, Stamford, Royaume-Uni, Key Publishing,‎ mai 2008 (ISSN 2047-7198).